# Gedebeg
Gedebeg is een bestuurslaag in het regentschap Blora van de provincie Midden-Java, Indonesië. Gedebeg telt 2129 inwoners (volkstelling 2010).